# Hugues de Fontenay
Hugues [Hugo] de Fontenay est un maître de chapelle et compositeur français actif dans le sud de la France dans le premier tiers du XVIIe siècle.

## Biographie
Il est né à la fin du XVIe siècle, originaire de Paris, et mort après 1635. Les éléments biographiques dont on dispose sur lui restent très maigres.

### Montpellier
Le 7 octobre 1603, il passe un acte devant le notaire Pierre Roussel à Montpellier, où il est dit maître de la chapelle de musique en l’église cathédrale Saint-Pierre de Montpellier.

### Bordeaux
Le 20 janvier 1615, le cardinal François d’Escoubleau de Sourdis, archevêque de Bordeaux, le nomme chanoine de l’église de Saint-Émilion ; on ignore s'il était alors en poste à Bordeaux ou à Saint-Émilion. Dans cette nomination, il est dit clerc du diocèse de Paris.
Il est encore cité en 1635 dans les Epigrammatum de l’érudit Pierre Trichet.
Hugoni Fonteneo Canonico in Ecclesiâ S. Æmiliani.
Si valet ulla homines ars demulcere decora,
Musica præ reliquis hoc sine lite potest.
Si tamen haec unquam placuit, nunc Hugo canoris
Hanc adeo modulis reddidit harmonicam,
Ut si tam dulces concentus audiat æther,
Invideat, tales & velit esse sibi.

## Œuvres

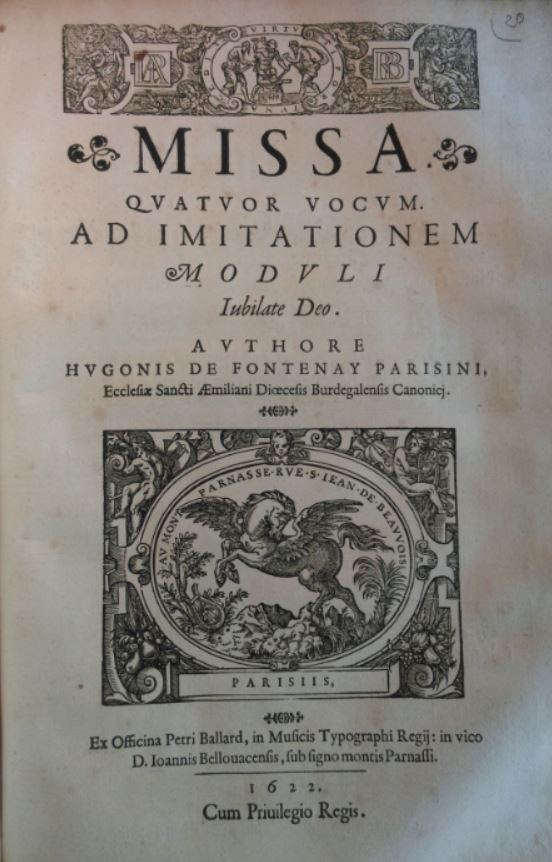
Page de titre de la messe Jubilate Deo de Hugues de Fontenay (Paris : 1622).

Les œuvres de Fontenay sont toutes sacrées, et presque toutes perdues. Elles sont citées dans les catalogues de l’imprimeur Christophe Ballard, et dans les notes de Sébastien de Brossard.

### Quatre messes
- Missa quatuor vocum ad imitationem moduli Jubilate Deo. Authore Hugonis de Fontenay Parisini, Ecclesiae Sancti Æmiliani Diœcesis Burdigalensis canonici. - Paris : Pierre I Ballard, 1622. 1 vol. 2°. Guillo 2003 n° 1622-D, décrite dans Guillo 2016. Seul exemplaire connu à Paris, Bibl. Inst. Catholique : b.258(20).
- Missa Voycy du gay Printemps, 4 v. - Paris : Pierre I Ballard, 1622. 1 vol. 2°. Guillo 2003 n° 1622-E (messe perdue).

Cette messe prenait probablement son timbre de l'air de Claude Le Jeune Voicy du gay printems / l'heureux advenement / Qui fait que l'hyver... , première pièce du Printemps publié en 1603.
- Missa Ad libitum, 6 v. - Paris : Pierre I Ballard, 1622 (?). 1 vol. 2°. Guillo 2003 n° 1622-F. Messe perdue.
- Missa Laudate dominum, 5 v. - Paris : Pierre I Ballard, [c. 1622]. 1 vol. 2°. Guillo 2003 n° ND-32. Messe perdue.

### Autres œuvres
- Opus musicum. Vêpres des dimanches et de la Vierge à 8 v. avec 8 magnificat... - Paris : Pierre I Ballard, [c. 1620-1630]. 6 vol. 4°. Guillo 2003 n° ND-33. Édition perdue.
- Preces ecclesiasticæ, liber primus [à 5-6 v.]. - Paris : Pierre I Ballard, 1625. 1 vol. 4°. Édition perdue.

Sébastien de Brossard donne des éléments concrets sur cette édition : l’ouvrage est dédié à Henry Descoubleau, évêque et seigneur de Maillezais. « Il paroist qu'il avoit desjà fait imprimer un autre ouvrage qui parut sous la protection de Mr le Cardinal frère de cet  évêque [François d’Escoubleau de Sourdis]. Il y a une épigramme latine à la louange de l'auteur... par un de ses confrères Christoph. Trappel. »
L’ouvrage contenait aussi « plusieurs motets, la 3e leçon du mercredy saint Jod. Manum suam à 5 v., la 3e du 2d jour Aleph. Ego vir videns à 5 voc. et l'oraison de Jeremie pour le 3e jour à 5 voix. Outre cela, Passio Domini, in Ramis psalmorum aussi à 5 voix ».